# Amager Fælled 1972
Amager Fælled 1972 er en dansk dokumentarfilm fra 1972 med instruktion og manuskript af Jimmy Andreasen.

## Handling
Filmen starter med en kort gennemgang af sigøjnernes historie i Danmark. Derefter tages udgangspunkt i de 69 sigøjnere, der på daværende tidspunkt boede på Amager Fælled, og som ønsker at slå sig ned i Danmark. Gennem interviews med sigøjnerne, en socialrådgiver, Dansk Flygtningehjælp etc. belyses vanskelighederne i dette.